# Torneo Verano 2002 (México)
El Torneo Verano 2002 fue la edición LXVII del campeonato de liga de la Primera División del fútbol mexicano; Se trató del décimo segundo torneo corto, luego del cambio en el formato de competencia, con el que se cerró la temporada 2001-02. América ganó el campeonato por novena vez en su historia y por lo tanto clasificó a la Copa de Campeones de la Concacaf 2003.
Para el inicio del Torneo Verano 2002, los dueños de Irapuato, ascendido en 2000, trasladaron el equipo a Veracruz y renacieron los Tiburones Rojos de Veracruz.

## Formato de competencia
Los 19 equipos participantes se dividen en 4 grupos, tres de cinco integrantes, y uno de cuatro. Juegan todos contra todos a una sola ronda, por lo que cada equipo jugó 18 partidos y descanso una jornada, por el número impar de clubes. Al finalizar la temporada regular califican a la liguilla los 2 primeros lugares de cada grupo; si hubiera 1 o 2 clubes (no ubicados en esos dos primeros puestos) de un sector, con mejor desempeño estadístico que algún líder o sublíder de otro grupo, estos se medirán en la fase de reclasificación o repechaje en duelos a eliminación directa.

### Fase de calificación
En la fase de calificación participan los 19 clubes de la primera división profesional jugando todos contra todos durante las 19 jornadas respectivas, a un solo partido, y descansando una jornada. Se observará el sistema de puntos. La ubicación en la tabla general está sujeta a lo siguiente:
1. Por juego ganado se obtendrán tres puntos.
2. Por juego empatado se obtendrá un punto.
3. Por juego perdido no se otorgan puntos.

El orden de los clubes al final de la Fase de Calificación del torneo corresponderá a la suma de los puntos obtenidos por cada uno de ellos y se presentará en forma descendente. Si al finalizar las 18 jornadas del torneo, dos o más clubes estuviesen empatados en puntos, su posición en la Tabla General será determinada atendiendo a los siguientes criterios de desempate:
1. Mejor diferencia entre los goles anotados y recibidos
2. Mayor número de goles anotados
3. Marcadores particulares entre los clubes empatados
4. Mayor número de goles anotados como visitante
5. Mejor ubicación en la Tabla General de Cocientes
6. Tabla Fair Play
7. Sorteo

### Fase final
Califican a la liguilla los 2 primeros lugares de cada grupo; si hubiera 1 o 2 clubes (no ubicados en esos dos primeros puestos) de un sector, con mejor desempeño estadístico que algún líder o sublíder de otro grupo, estos se medirán en la fase de reclasificación o repechaje en duelos a eliminación directa.
1.º vs 8.º 

2.º vs 7.º 

3.º vs 6.º 

4.º vs 5.º
En semifinales participarán los cuatro clubes vencedores de cuartos de final, reubicándolos del uno al cuatro, de acuerdo a su mejor posición en la Tabla General de Clasificación al término de la jornada 19, enfrentándose 1.º vs 4.º y 2.º vs 3.º.
Disputarán el título de Campeón del Torneo Verano 2002 los dos clubes vencedores de la fase semifinal.
Todos los partidos de esta fase serán en formato de ida y vuelta, eligiendo siempre el club que haya quedado mejor ubicado en la Tabla General de Clasificación el horario de su partido como local.
El criterio usado para definir una clasificación en las rondas de reclasificación, cuartos de final y semifinales en caso de empate global será otorgar esta al equipo con mejor posición en la tabla general al final de la fase regular. En cuanto a la final, un empate global luego del juego de vuelta, será dirimido con dos tiempos extras de 15 minutos cada uno, contando con la posibilidad del Gol de oro, y posteriormente Tiros desde el punto penal, hasta que se produjera un ganador.

## Equipos por entidad federativa

### Cambios de franquicia
| Pos | Nuevas Franquicias |
| --- | ------------------ |
| -   | Veracruz           |

| Pos | Franquicia vendida |
| --- | ------------------ |
| 14° | Irapuato           |

Para la temporada 2001-2002, la entidad federativa de la República Mexicana con más equipos profesionales en la Primera División fue la Ciudad de México con 5, seguida de Jalisco con 3, Guanajuato, Michoacán y Nuevo León con 2.
| Santos Monterrey Tigres La Piedad Morelia Atlas Guadalajara U.A.G León Celaya Necaxa Puebla Toluca América Cruz Azul UNAM Pachuca Atlante Veracruz | \| Entidad Federativa \| N.º \| Equipos \| \| ------------------ \| --- \| ------------------------------------------ \| \| Distrito Federal \| 5 \| América, Cruz Azul, UNAM, Atlante y Necaxa \| \| Jalisco \| 3 \| Atlas, Tecos y Guadalajara \| \| Guanajuato \| 2 \| León y Celaya \| \| Michoacán \| 2 \| Morelia y La Piedad \| \| Nuevo León \| 2 \| Monterrey y Tigres \| \| Estado de México \| 1 \| Toluca \| \| Coahuila \| 1 \| Santos \| \| Puebla \| 1 \| Puebla \| \| Hidalgo \| 1 \| Pachuca \| \| Veracruz \| 1 \| Veracruz \| |                                            |
| Entidad Federativa | N.º | Equipos                                    |
| Distrito Federal | 5 | América, Cruz Azul, UNAM, Atlante y Necaxa |
| Jalisco | 3 | Atlas, Tecos y Guadalajara                 |
| Guanajuato | 2 | León y Celaya                              |
| Michoacán | 2 | Morelia y La Piedad                        |
| Nuevo León | 2 | Monterrey y Tigres                         |
| Estado de México | 1 | Toluca                                     |
| Coahuila | 1 | Santos                                     |
| Puebla | 1 | Puebla                                     |
| Hidalgo | 1 | Pachuca                                    |
| Veracruz | 1 | Veracruz                                   |

## Información de los equipos
| Equipo      | Ciudad                   | Estadio                | Capacidad |
| ----------- | ------------------------ | ---------------------- | --------- |
| América     | México, D. F.            | Azteca                 | 105,064   |
| Atlante     | México, D. F.            | Azul                   | 37,000    |
| Atlas       | Guadalajara, Jalisco     | Jalisco                | 60,000    |
| Celaya      | Celaya, Guanajuato       | Miguel Alemán Valdés   | 25,000    |
| Cruz Azul   | México, D. F.            | Azul                   | 37,000    |
| Guadalajara | Guadalajara, Jalisco     | Jalisco                | 60,000    |
| La Piedad   | La Piedad, Michoacán     | Juan Nepomuceno López  | 20,000    |
| León        | León, Guanajuato         | Nou Camp               | 33,943    |
| Monterrey   | Monterrey, Nuevo León    | Tecnológico            | 38,000    |
| Morelia     | Morelia, Michoacán       | Morelos                | 41,056    |
| Necaxa      | México, D. F.            | Azteca                 | 105,064   |
| Pachuca     | Pachuca, Hidalgo         | Hidalgo                | 30,000    |
| Puebla      | Puebla, Puebla           | Cuauhtémoc             | 46,638    |
| Santos      | Torreón, Coahuila        | Corona                 | 18,500    |
| Tecos       | Zapopan, Jalisco         | Tres de Marzo          | 30,015    |
| Tigres      | Monterrey, Nuevo León    | Universitario          | 43,600    |
| Toluca      | Toluca, Estado de México | Nemesio Díez           | 27,000    |
| UNAM        | México, D. F.            | Olímpico Universitario | 66,000    |
| Veracruz    | Veracruz, Veracruz       | Luis "Pirata" Fuente   | 30,000    |

### Cambios de entrenadores
| Equipo  | Entrenador (jornadas)                                                           |
| ------- | ------------------------------------------------------------------------------- |
| León    | Carlos Babington (1 - 2) Efraín Flores (3 - 6) Rafael Chávez Carretero (7 - 19) |
| Tecos   | Omar Sandoval (1 - 4) Julio César Uribe (5 - 19)                                |
| Atlante | Carlos Reinoso (1 - 6) Miguel Herrera (7 - 19)                                  |
| Morelia | Miguel Ángel Russo (1 - 7) Rubén Omar Romano (8 -19)                            |
| Puebla  | Tomas Boy (1 - 13) Miguel Ángel López (14 - 19)                                 |

## Torneo regular
| Veracruz  | 3 - 2     | Atlante     | Luis "Pirata" Fuente   | 5 de enero | 16:00 |
| Cruz Azul | 1 - 0     | Celaya      | Azul                   | 5 de enero | 17:00 |
| Tigres    | 1 - 1     | Morelia     | Universitario          | 5 de enero | 17:00 |
| Atlas     | 3 - 3     | Santos      | Jalisco                | 5 de enero | 20:45 |
| UNAM      | 1 - 0     | Monterrey   | Olímpico Universitario | 6 de enero | 12:00 |
| Pachuca   | 3 - 2     | América     | Hidalgo                | 6 de enero | 12:00 |
| La Piedad | 1 - 1     | Guadalajara | Juan N. López          | 6 de enero | 14:00 |
| León      | 0 - 2     | Toluca      | Nou Camp               | 6 de enero | 16:00 |
| Necaxa    | 3 - 0     | Puebla      | Azteca                 | 6 de enero | 16:00 |
| Descansa: | Descansa: | Descansa:   | Tecos                  | Tecos      | Tecos |

| Toluca      | 3 - 1     | Necaxa    | Nemesio Díez         | 12 de enero | 15:00  |
| Tecos       | 0 - 2     | La Piedad | Tres de Marzo        | 12 de enero | 17:00  |
| Monterrey   | 4 - 1     | León      | Tecnológico          | 12 de enero | 19:00  |
| Morelia     | 2 - 2     | Veracruz  | Morelos              | 13 de enero | 12:00  |
| Guadalajara | 3 - 0     | Cruz Azul | Jalisco              | 13 de enero | 12:00  |
| Atlante     | 2 - 3     | Atlas     | Azul                 | 13 de enero | 12:00  |
| Puebla      | 1 - 2     | Pachuca   | Cuauhtémoc           | 13 de enero | 14:00  |
| Celaya      | 3 - 4     | UNAM      | Miguel Alemán Valdés | 13 de enero | 16:00  |
| América     | 3 - 1     | Tigres    | Azteca               | 13 de enero | 16:00  |
| Descansa:   | Descansa: | Descansa: | Santos               | Santos      | Santos |

| Toluca    | 5 - 1     | Puebla      | Nemesio Díez           | 19 de enero | 15:00   |
| Veracruz  | 0 - 2     | América     | Luis "Pirata" Fuente   | 19 de enero | 16:00   |
| Tigres    | 1 - 1     | Pachuca     | Universitario          | 19 de enero | 17:00   |
| Cruz Azul | 3 - 1     | Tecos       | Azul                   | 19 de enero | 17:00   |
| Atlas     | 2 - 0     | Morelia     | Jalisco                | 19 de enero | 20:45   |
| UNAM      | 2 - 2     | Guadalajara | Olímpico Universitario | 20 de enero | 12:00   |
| La Piedad | 1 - 0     | Santos      | Juan N. López          | 20 de enero | 14:00   |
| León      | 1 - 1     | Celaya      | Nou Camp               | 20 de enero | 16:00   |
| Necaxa    | 3 - 1     | Monterrey   | Azteca                 | 20 de enero | 16:00   |
| Descansa: | Descansa: | Descansa:   | Atlante                | Atlante     | Atlante |

| Tecos       | 0 - 3     | UNAM      | Tres de Marzo        | 26 de enero | 17:00   |
| Monterrey   | 1 - 1     | Toluca    | Tecnológico          | 26 de enero | 17:00   |
| Pachuca     | 3 - 2     | Veracruz  | Hidalgo              | 27 de enero | 12:00   |
| Guadalajara | 2 - 2     | León      | Jalisco              | 27 de enero | 12:00   |
| Puebla      | 1 - 1     | Tigres    | Cuauhtémoc           | 27 de enero | 14:00   |
| Celaya      | 2 - 2     | Necaxa    | Miguel Alemán Valdés | 27 de enero | 14:00   |
| Santos      | 2 - 2     | Cruz Azul | Corona               | 27 de enero | 16:00   |
| América     | 0 - 1     | Atlas     | Azteca               | 27 de enero | 16:00   |
| Atlante     | 0 - 1     | La Piedad | Azteca               | 27 de enero | 18:30   |
| Descansa:   | Descansa: | Descansa: | Morelia              | Morelia     | Morelia |

| La Piedad | 1 - 2     | Morelia     | Juan N. López          | 31 de enero  | 15:00   |
| Toluca    | 0 - 1     | Celaya      | Nemesio Díez           | 2 de febrero | 15:00   |
| Veracruz  | 0 - 2     | Tigres      | Luis "Pirata" Fuente   | 2 de febrero | 16:00   |
| Monterrey | 1 - 1     | Puebla      | Tecnológico            | 2 de febrero | 17:00   |
| Cruz Azul | 3 - 1     | Atlante     | Azul                   | 2 de febrero | 17:00   |
| Atlas     | 3 - 1     | Pachuca     | Jalisco                | 2 de febrero | 20:45   |
| UNAM      | 3 - 4     | Santos      | Olímpico Universitario | 3 de febrero | 12:00   |
| Necaxa    | 0 - 1     | Guadalajara | Azteca                 | 3 de febrero | 16:00   |
| León      | 0 - 0     | Tecos       | Nou Camp               | 3 de febrero | 16:00   |
| Descansa: | Descansa: | Descansa:   | América                | América      | América |

| Puebla      | 1 - 2     | Veracruz  | Cuauhtémoc           | 9 de febrero  | 15:00   |
| Atlante     | 1 - 1     | UNAM      | Azul                 | 9 de febrero  | 17:00   |
| Tecos       | 3 - 3     | Necaxa    | Tres de Marzo        | 9 de febrero  | 17:00   |
| Tigres      | 3 - 0     | Atlas     | Universitario        | 9 de febrero  | 17:00   |
| Morelia     | 1 - 3     | Cruz Azul | Morelos              | 10 de febrero | 12:00   |
| Guadalajara | 0 - 3     | Toluca    | Jalisco              | 10 de febrero | 12:00   |
| Celaya      | 0 - 1     | Monterrey | Miguel Alemán Valdés | 10 de febrero | 12:00   |
| América     | 2 - 1     | La Piedad | Azteca               | 10 de febrero | 16:00   |
| Santos      | 3 - 0     | León      | Corona               | 10 de febrero | 16:00   |
| Descansa:   | Descansa: | Descansa: | Pachuca              | Pachuca       | Pachuca |

| UNAM      | 2 - 1     | Morelia     | Olímpico Universitario | 15 de febrero | 19:00  |
| Toluca    | 2 - 2     | Tecos       | Nemesio Díez           | 16 de febrero | 15:00  |
| Monterrey | 3 - 0     | Guadalajara | Tecnológico            | 16 de febrero | 17:00  |
| Cruz Azul | 2 - 0     | América     | Azul                   | 16 de febrero | 17:00  |
| Atlas     | 1 - 1     | Veracruz    | Jalisco                | 16 de febrero | 20:45  |
| Celaya    | 1 - 3     | Puebla      | Miguel Alemán Valdés   | 17 de febrero | 12:00  |
| La Piedad | 2 - 1     | Pachuca     | Juan N. López          | 17 de febrero | 14:00  |
| León      | 2 - 1     | Atlante     | Nou Camp               | 17 de febrero | 16:00  |
| Necaxa    | 4 - 1     | Santos      | Azteca                 | 17 de febrero | 16:00  |
| Descansa: | Descansa: | Descansa:   | Tigres                 | Tigres        | Tigres |

| Atlante     | 1 - 1     | Necaxa    | Azul          | 23 de febrero | 17:00    |
| Tigres      | 0 - 2     | La Piedad | Universitario | 23 de febrero | 17:00    |
| Tecos       | 2 - 3     | Monterrey | Tres de Marzo | 23 de febrero | 17:00    |
| Puebla      | 1 - 1     | Atlas     | Cuauhtémoc    | 23 de febrero | 19:00    |
| Pachuca     | 2 - 1     | Cruz Azul | Hidalgo       | 24 de febrero | 12:00    |
| Guadalajara | 2 - 0     | Celaya    | Jalisco       | 24 de febrero | 12:00    |
| América     | 0 - 0     | UNAM      | Azteca        | 24 de febrero | 16:00    |
| Santos      | 0 - 1     | Toluca    | Corona        | 24 de febrero | 16:00    |
| Morelia     | 2 - 0     | León      | Morelos       | 25 de febrero | 20:00    |
| Descansa:   | Descansa: | Descansa: | Veracruz      | Veracruz      | Veracruz |

| León        | 0 - 1     | América   | Nou Camp               | 31 de enero   | 20:45 |
| UNAM        | 1 - 1     | Pachuca   | Olímpico Universitario | 27 de febrero | 15:00 |
| Toluca      | 0 - 0     | Atlante   | Nemesio Díez           | 27 de febrero | 15:00 |
| La Piedad   | 2 - 0     | Veracruz  | Juan N. López          | 27 de febrero | 15:00 |
| Cruz Azul   | 2 - 3     | Tigres    | Azul                   | 27 de febrero | 20:00 |
| Celaya      | 2 - 0     | Tecos     | Miguel Alemán Valdés   | 27 de febrero | 20:15 |
| Monterrey   | 2 - 3     | Santos    | Tecnológico            | 27 de febrero | 20:35 |
| Guadalajara | 4 - 0     | Puebla    | Jalisco                | 27 de febrero | 20:45 |
| Necaxa      | 1 - 2     | Morelia   | Azteca                 | 27 de marzo   | 17:00 |
| Descansa:   | Descansa: | Descansa: | Atlas                  | Atlas         | Atlas |

| Veracruz  | 2 - 1     | Cruz Azul   | Luis "Pirata" Fuente | 2 de marzo | 15:30  |
| Morelia   | 0 - 0     | Toluca      | Morelos              | 2 de marzo | 17:00  |
| Tigres    | 1 - 0     | UNAM        | Universitario        | 2 de marzo | 17:00  |
| Atlante   | 2 - 0     | Monterrey   | Azul                 | 2 de marzo | 17:30  |
| Atlas     | 2 - 0     | La Piedad   | Jalisco              | 2 de marzo | 20:45  |
| Pachuca   | 2 - 1     | León        | Hidalgo              | 3 de marzo | 12:00  |
| Santos    | 4 - 1     | Celaya      | Corona               | 3 de marzo | 16:00  |
| Tecos     | 1 - 1     | Guadalajara | Tres de Marzo        | 3 de marzo | 16:00  |
| América   | 0 - 0     | Necaxa      | Azteca               | 5 de marzo | 20:00  |
| Descansa: | Descansa: | Descansa:   | Puebla               | Puebla     | Puebla |

| Toluca      | 2 - 1     | América   | Nemesio Díez                | 9 de marzo  | 15:00     |
| Tecos       | 2 - 1     | Puebla    | Tres de Marzo               | 9 de marzo  | 17:00     |
| Monterrey   | 0 - 3     | Morelia   | Tecnológico                 | 9 de marzo  | 17:00     |
| Cruz Azul   | 4 - 2     | Atlas     | Azul                        | 9 de marzo  | 17:00     |
| Necaxa      | 3 - 0     | Pachuca   | Municipal de Aguascalientes | 9 de marzo  | 17:00     |
| Guadalajara | 0 - 0     | Santos    | Jalisco                     | 10 de marzo | 12:00     |
| UNAM        | 2 - 1     | Veracruz  | Olímpico Universitario      | 10 de marzo | 12:00     |
| Celaya      | 2 - 1     | Atlante   | Miguel Alemán Valdés        | 10 de marzo | 12:00     |
| León        | 2 - 3     | Tigres    | Nou Camp                    | 10 de marzo | 16:00     |
| Descansa:   | Descansa: | Descansa: | La Piedad                   | La Piedad   | La Piedad |

| Veracruz  | 1 - 0     | León        | Luis "Pirata" Fuente | 16 de marzo | 15:30     |
| Tigres    | 3 - 3     | Necaxa      | Universitario        | 16 de marzo | 17:00     |
| Atlante   | 0 - 0     | Guadalajara | Azul                 | 16 de marzo | 17:30     |
| Puebla    | 2 - 4     | La Piedad   | Cuauhtémoc           | 16 de marzo | 19:00     |
| Atlas     | 2 - 1     | UNAM        | Jalisco              | 16 de marzo | 20:45     |
| Morelia   | 2 - 0     | Celaya      | Morelos              | 17 de marzo | 12:00     |
| Pachuca   | 1 - 2     | Toluca      | Hidalgo              | 17 de marzo | 12:00     |
| Santos    | 3 - 2     | Tecos       | Corona               | 17 de marzo | 16:00     |
| América   | 4 - 2     | Monterrey   | Azteca               | 17 de marzo | 16:00     |
| Descansa: | Descansa: | Descansa:   | Cruz Azul            | Cruz Azul   | Cruz Azul |

| Necaxa      | 3 - 0     | Veracruz  | Azteca               | 22 de marzo | 20:00 |
| Toluca      | 3 - 1     | Tigres    | Nemesio Díez         | 23 de marzo | 15:00 |
| Tecos       | 4 - 0     | Atlante   | Tres de Marzo        | 23 de marzo | 17:00 |
| Monterrey   | 1 - 0     | Pachuca   | Tecnológico          | 23 de marzo | 17:00 |
| Cruz Azul   | 1 - 5     | La Piedad | Azul                 | 23 de marzo | 17:00 |
| Guadalajara | 0 - 1     | Morelia   | Jalisco              | 24 de marzo | 12:00 |
| Celaya      | 2 - 2     | América   | Miguel Alemán Valdés | 24 de marzo | 12:00 |
| León        | 1 - 1     | Atlas     | Nou Camp             | 24 de marzo | 16:00 |
| Santos      | 3 - 0     | Puebla    | Corona               | 24 de marzo | 16:00 |
| Descansa:   | Descansa: | Descansa: | UNAM                 | UNAM        | UNAM  |

| Veracruz  | 2 - 1     | Toluca      | Luis "Pirata" Fuente | 30 de marzo | 16:00 |
| Tigres    | 0 - 0     | Monterrey   | Universitario        | 30 de marzo | 17:00 |
| Atlante   | 2 - 1     | Santos      | Azul                 | 30 de marzo | 17:30 |
| Puebla    | 2 - 2     | Cruz Azul   | Cuauhtémoc           | 30 de marzo | 19:00 |
| Atlas     | 1 - 3     | Necaxa      | Jalisco              | 30 de marzo | 20:45 |
| Morelia   | 2 - 2     | Tecos       | Morelos              | 31 de marzo | 12:00 |
| Pachuca   | 1 - 1     | Celaya      | Hidalgo              | 31 de marzo | 12:00 |
| La Piedad | 3 - 1     | UNAM        | Juan N. López        | 31 de marzo | 14:00 |
| América   | 2 - 3     | Guadalajara | Azteca               | 31 de marzo | 16:00 |
| Descansa: | Descansa: | Descansa:   | León                 | León        | León  |

| Toluca      | 5 - 1     | Atlas     | Nemesio Díez           | 6 de abril | 15:00  |
| Tecos       | 2 - 2     | América   | Tres de Marzo          | 6 de abril | 17:00  |
| Monterrey   | 0 - 0     | Veracruz  | Tecnológico            | 6 de abril | 17:00  |
| UNAM        | 0 - 0     | Cruz Azul | Olímpico Universitario | 7 de abril | 12:00  |
| Guadalajara | 1 - 2     | Pachuca   | Jalisco                | 7 de abril | 12:00  |
| Atlante     | 3 - 3     | Puebla    | Azul                   | 7 de abril | 12:00  |
| Celaya      | 1 - 0     | Tigres    | Miguel Alemán Valdés   | 7 de abril | 12:00  |
| León        | 2 - 1     | La Piedad | Nou Camp               | 7 de abril | 14:00  |
| Santos      | 4 - 3     | Morelia   | Corona                 | 7 de abril | 16:00  |
| Descansa:   | Descansa: | Descansa: | Necaxa                 | Necaxa     | Necaxa |

| América   | 2 - 2     | Santos      | Azteca               | 3 de abril  | 18:30  |
| La Piedad | 3 - 1     | Necaxa      | Juan N. López        | 10 de abril | 15:00  |
| Veracruz  | 1 - 2     | Celaya      | Luis "Pirata" Fuente | 10 de abril | 16:00  |
| Puebla    | 1 - 2     | UNAM        | Cuauhtémoc           | 10 de abril | 20:00  |
| Tigres    | 1 - 0     | Guadalajara | Universitario        | 10 de abril | 20:30  |
| Atlas     | 5 - 1     | Monterrey   | Jalisco              | 10 de abril | 21:00  |
| Cruz Azul | 3 - 1     | León        | Azul                 | 11 de abril | 17:00  |
| Pachuca   | 2 - 2     | Tecos       | Hidalgo              | 11 de abril | 20:00  |
| Morelia   | 2 - 3     | Atlante     | Morelos              | 17 de abril | 20:00  |
| Descansa: | Descansa: | Descansa:   | Toluca               | Toluca      | Toluca |

| Toluca      | 3 - 1     | La Piedad | Nemesio Díez         | 13 de abril | 15:00     |
| Tecos       | 1 - 1     | Tigres    | Tres de Marzo        | 13 de abril | 17:00     |
| Morelia     | 5 - 2     | Puebla    | Morelos              | 14 de abril | 12:00     |
| Atlante     | 0 - 1     | América   | Azul                 | 14 de abril | 12:00     |
| Celaya      | 0 - 0     | Atlas     | Miguel Alemán Valdés | 14 de abril | 14:00     |
| León        | 2 - 4     | UNAM      | Nou Camp             | 14 de abril | 16:00     |
| Necaxa      | 1 - 1     | Cruz Azul | Azteca               | 14 de abril | 16:00     |
| Santos      | 3 - 2     | Pachuca   | Corona               | 14 de abril | 16:00     |
| Guadalajara | 1 - 2     | Veracruz  | Jalisco              | 15 de abril | 20:45     |
| Descansa:   | Descansa: | Descansa: | Monterrey            | Monterrey   | Monterrey |

| Veracruz  | 2 - 0     | Tecos       | Luis "Pirata" Fuente   | 20 de abril | 16:00  |
| Cruz Azul | 2 - 2     | Toluca      | Azul                   | 20 de abril | 17:00  |
| Tigres    | 2 - 1     | Santos      | Universitario          | 20 de abril | 17:00  |
| América   | 1 - 1     | Morelia     | Azteca                 | 20 de abril | 19:00  |
| Atlas     | 1 - 1     | Guadalajara | Jalisco                | 20 de abril | 20:45  |
| Pachuca   | 1 - 2     | Atlante     | Hidalgo                | 21 de abril | 12:00  |
| UNAM      | 1 - 0     | Necaxa      | Olímpico Universitario | 21 de abril | 12:00  |
| La Piedad | 1 - 0     | Monterrey   | Juan N. López          | 21 de abril | 14:00  |
| León      | 2 - 3     | Puebla      | Nou Camp               | 21 de abril | 16:00  |
| Descansa: | Descansa: | Descansa:   | Celaya                 | Celaya      | Celaya |

| Puebla    | 1 - 2     | América   | Cuauhtémoc             | 27 de abril | 16:30       |
| Celaya    | 0 - 4     | La Piedad | Miguel Alemán Valdés   | 27 de abril | 16:30       |
| Tecos     | 1 - 2     | Atlas     | Tres de Marzo          | 27 de abril | 16:30       |
| Toluca    | 0 - 2     | UNAM      | Nemesio Díez           | 27 de abril | 16:30       |
| Monterrey | 1 - 1     | Cruz Azul | Tecnológico            | 27 de abril | 16:30       |
| Santos    | 5 - 1     | Veracruz  | Corona                 | 27 de abril | 16:30       |
| Atlante   | 2 - 1     | Tigres    | Azul                   | 27 de abril | 16:30       |
| Morelia   | 4 - 1     | Pachuca   | Morelos                | 27 de abril | 16:30       |
| Necaxa    | 2 - 0     | León      | Olímpico Universitario | 27 de abril | 16:30       |
| Descansa: | Descansa: | Descansa: | Guadalajara            | Guadalajara | Guadalajara |

## Tabla general
| Pos. | Equipo          | Pts. | PJ | G  | E | P  | GF | GC | Dif. | Clasificación                   |
| ---- | --------------- | ---- | -- | -- | - | -- | -- | -- | ---- | ------------------------------- |
| 1    | La Piedad       | 37   | 18 | 12 | 1 | 5  | 35 | 17 | +18  | Cuartos de final de la liguilla |
| 2    | Toluca          | 35   | 18 | 10 | 5 | 3  | 35 | 17 | +18  | Cuartos de final de la liguilla |
| 3    | UNAM            | 32   | 18 | 9  | 5 | 4  | 30 | 22 | +8   | Cuartos de final de la liguilla |
| 4    | Santos          | 31   | 18 | 9  | 4 | 5  | 42 | 31 | +11  | Reclasificación a liguilla      |
| 5    | Atlas           | 30   | 18 | 8  | 6 | 4  | 30 | 28 | +2   | Cuartos de final de la liguilla |
| 6    | Morelia         | 29   | 18 | 8  | 5 | 5  | 34 | 25 | +9   | Reclasificación a liguilla      |
| 7    | Necaxa          | 27   | 18 | 7  | 6 | 5  | 34 | 23 | +11  | Cuartos de final de la liguilla |
| 8    | América (C)     | 27   | 18 | 7  | 6 | 5  | 27 | 23 | +4   | Cuartos de final de la liguilla |
| 9    | Cruz Azul       | 27   | 18 | 7  | 6 | 5  | 32 | 29 | +3   | Reclasificación a liguilla      |
| 10   | Tigres          | 27   | 18 | 7  | 6 | 5  | 25 | 23 | +2   | Reclasificación a liguilla      |
| 11   | Veracruz        | 24   | 18 | 7  | 3 | 8  | 22 | 30 | −8   |                                 |
| 12   | Guadalajara     | 22   | 18 | 5  | 7 | 6  | 22 | 21 | +1   |                                 |
| 13   | Pachuca         | 22   | 18 | 6  | 4 | 8  | 26 | 33 | −7   |                                 |
| 14   | Atlante         | 20   | 18 | 5  | 5 | 8  | 23 | 29 | −6   |                                 |
| 15   | Monterrey       | 20   | 18 | 5  | 5 | 8  | 21 | 28 | −7   |                                 |
| 16   | Atlético Celaya | 20   | 18 | 5  | 5 | 8  | 19 | 29 | −10  |                                 |
| 17   | Tecos UAG       | 14   | 18 | 2  | 8 | 8  | 25 | 34 | −9   |                                 |
| 18   | Puebla          | 11   | 18 | 2  | 5 | 11 | 24 | 45 | −21  |                                 |
| 19   | León (D)        | 10   | 18 | 2  | 4 | 12 | 17 | 36 | −19  | Promoción por la permanencia    |

 Fuente: Torneo Verano 2002

### Grupos

#### Grupo 1
| Pos. | Equipo          | Pts. | PJ | G | E | P | GF | GC | Dif. | Clasificación                   |
| ---- | --------------- | ---- | -- | - | - | - | -- | -- | ---- | ------------------------------- |
| 1    | Atlas           | 30   | 18 | 8 | 6 | 4 | 30 | 28 | +2   | Cuartos de final de la liguilla |
| 2    | Cruz Azul       | 27   | 18 | 7 | 6 | 5 | 32 | 29 | +3   | Reclasificación a liguilla      |
| 3    | Guadalajara     | 22   | 18 | 5 | 7 | 6 | 22 | 21 | +1   |                                 |
| 4    | Monterrey       | 20   | 18 | 5 | 5 | 8 | 21 | 28 | −7   |                                 |
| 5    | Atlético Celaya | 20   | 18 | 5 | 5 | 8 | 19 | 29 | −10  |                                 |

 Fuente: Torneo Verano 2002

#### Grupo 2
| Pos. | Equipo    | Pts. | PJ | G  | E | P | GF | GC | Dif. | Clasificación                   |
| ---- | --------- | ---- | -- | -- | - | - | -- | -- | ---- | ------------------------------- |
| 1    | La Piedad | 37   | 18 | 12 | 1 | 5 | 35 | 17 | +18  | Cuartos de final de la liguilla |
| 2    | Toluca    | 35   | 18 | 10 | 5 | 3 | 35 | 17 | +18  | Cuartos de final de la liguilla |
| 3    | Santos    | 31   | 18 | 9  | 4 | 5 | 42 | 31 | +11  | Reclasificación a liguilla      |
| 4    | Morelia   | 29   | 18 | 8  | 5 | 5 | 34 | 25 | +9   | Reclasificación a liguilla      |
| 5    | Veracruz  | 24   | 18 | 7  | 3 | 8 | 22 | 30 | −8   |                                 |

 Fuente: Torneo Verano 2002

#### Grupo 3
| Pos. | Equipo      | Pts. | PJ | G | E | P  | GF | GC | Dif. | Clasificación                   |
| ---- | ----------- | ---- | -- | - | - | -- | -- | -- | ---- | ------------------------------- |
| 1    | Necaxa      | 27   | 18 | 7 | 6 | 5  | 34 | 23 | +11  | Cuartos de final de la liguilla |
| 2    | América (C) | 27   | 18 | 7 | 6 | 5  | 27 | 23 | +4   | Cuartos de final de la liguilla |
| 3    | Atlante     | 20   | 18 | 5 | 5 | 8  | 23 | 29 | −6   |                                 |
| 4    | Tecos UAG   | 14   | 18 | 2 | 8 | 8  | 25 | 34 | −9   |                                 |
| 5    | León (D)    | 10   | 18 | 2 | 4 | 12 | 17 | 36 | −19  | Promoción por la permanencia    |

 Fuente: Torneo Verano 2002

#### Grupo 4
| Pos. | Equipo  | Pts. | PJ | G | E | P  | GF | GC | Dif. | Clasificación                   |
| ---- | ------- | ---- | -- | - | - | -- | -- | -- | ---- | ------------------------------- |
| 1    | UNAM    | 32   | 18 | 9 | 5 | 4  | 30 | 22 | +8   | Cuartos de final de la liguilla |
| 2    | Tigres  | 27   | 18 | 7 | 6 | 5  | 25 | 23 | +2   | Reclasificación a liguilla      |
| 3    | Pachuca | 22   | 18 | 6 | 4 | 8  | 26 | 33 | −7   |                                 |
| 4    | Puebla  | 11   | 18 | 2 | 5 | 11 | 24 | 45 | −21  |                                 |

 Fuente: Torneo Verano 2002

## Tabla de cocientes
| Posición | Equipo      | I-1999 | V-2000 | I-2000 | V-2001 | I-2001 | V-2002 | Puntos | Juegos | Cociente |
| -------- | ----------- | ------ | ------ | ------ | ------ | ------ | ------ | ------ | ------ | -------- |
| 1        | Toluca      | 32     | 40     | 17     | 30     | 32     | 35     | 186    | 104    | 1.7884   |
| 2        | Atlas       | 38     | 26     | 22     | 25     | 21     | 30     | 162    | 104    | 1.5576   |
| 3        | La Piedad   |        |        |        |        | 19     | 37     | 56     | 36     | 1.5555   |
| 4        | Cruz Azul   | 27     | 21     | 22     | 33     | 30     | 27     | 160    | 104    | 1.5384   |
| 5        | Santos      | 20     | 31     | 26     | 28     | 24     | 31     | 160    | 104    | 1.5384   |
| 6        | Tigres      | 22     | 22     | 27     | 24     | 36     | 27     | 158    | 104    | 1.5192   |
| 7        | Necaxa      | 30     | 25     | 19     | 28     | 27     | 27     | 156    | 104    | 1.5000   |
| 8        | América     | 28     | 23     | 28     | 26     | 24     | 27     | 156    | 104    | 1.5000   |
| 9        | Pachuca     | 26     | 17     | 25     | 28     | 32     | 22     | 150    | 104    | 1.4423   |
| 10       | Morelia     | 22     | 24     | 23     | 27     | 20     | 29     | 145    | 104    | 1.3942   |
| 11       | Guadalajara | 28     | 27     | 22     | 14     | 26     | 22     | 139    | 104    | 1.3365   |
| 12       | UNAM        | 21     | 28     | 22     | 19     | 17     | 32     | 139    | 104    | 1.3365   |
| 13       | Atlante     |        |        |        |        | 26     | 20     | 46     | 36     | 1.2778   |
| 14       | Monterrey   | 20     | 21     | 28     | 20     | 20     | 20     | 129    | 104    | 1.2403   |
| 15       | Tecos       | 23     | 19     | 25     | 25     | 19     | 14     | 125    | 104    | 1.2019   |
| 16       | Puebla      | 20     | 24     | 27     | 16     | 23     | 11     | 121    | 104    | 1.1634   |
| 17       | Veracruz    | 0      | 0      | 13     | 25     | 19     | 24     | 81     | 70     | 1.1571   |
| 18       | Celaya      | 19     | 19     | 18     | 13     | 19     | 20     | 108    | 104    | 1.0384   |
| 19       | León        | 18     | 15     | 23     | 18     | 19     | 10     | 103    | 104    | 0.9903   |

     Descendido a la Primera A.

## Goleadores
| Pos. | Jugador                | Equipo    | Goles |
| ---- | ---------------------- | --------- | ----- |
| 1.°  | Sebastián Abreu        | Cruz Azul | 19    |
| 2.°  | José Saturnino Cardozo | Toluca    | 14    |
| 3.°  | Jared Borgetti         | Santos    | 13    |
| 3.°  | José Luis Calderón     | Atlas     | 13    |
| 3.°  | Claudio Da Silva       | La Piedad | 13    |
| 4.°  | Alex Fernandes         | Morelia   | 12    |
| 5.°  | Martín Rodríguez       | Veracruz  | 11    |
| 6.°  | Héctor Altamirano      | Santos    | 10    |
| 7.°  | Iván Zamorano          | América   | 9     |
| 8.°  | Rafael Medina          | La Piedad | 8     |

- Goles anotados en la fase regular y fase final.

## Liguilla
|  | Reclasificación                                    | Reclasificación                                    | Reclasificación                                    | Reclasificación                                    | Reclasificación                                    |   |   | Cuartos de final                                             | Cuartos de final                                             | Cuartos de final                                             | Cuartos de final                                             | Cuartos de final                                             |   |   | Semifinales                                                    | Semifinales                                                    | Semifinales                                                    | Semifinales                                                    | Semifinales                                                    |   |  | Final                                                | Final                                                | Final                                                | Final                                                | Final                                                |  |
|  | 2 de mayo de 2002 (ida) 5 de mayo de 2002 (vuelta) | 2 de mayo de 2002 (ida) 5 de mayo de 2002 (vuelta) | 2 de mayo de 2002 (ida) 5 de mayo de 2002 (vuelta) | 2 de mayo de 2002 (ida) 5 de mayo de 2002 (vuelta) | 2 de mayo de 2002 (ida) 5 de mayo de 2002 (vuelta) |   |   | 8 y 9 de mayo de 2002 (ida) 11 y 12 de mayo de 2002 (vuelta) | 8 y 9 de mayo de 2002 (ida) 11 y 12 de mayo de 2002 (vuelta) | 8 y 9 de mayo de 2002 (ida) 11 y 12 de mayo de 2002 (vuelta) | 8 y 9 de mayo de 2002 (ida) 11 y 12 de mayo de 2002 (vuelta) | 8 y 9 de mayo de 2002 (ida) 11 y 12 de mayo de 2002 (vuelta) |   |   | 15 y 16 de mayo de 2002 (ida) 18 y 19 de mayo de 2002 (vuelta) | 15 y 16 de mayo de 2002 (ida) 18 y 19 de mayo de 2002 (vuelta) | 15 y 16 de mayo de 2002 (ida) 18 y 19 de mayo de 2002 (vuelta) | 15 y 16 de mayo de 2002 (ida) 18 y 19 de mayo de 2002 (vuelta) | 15 y 16 de mayo de 2002 (ida) 18 y 19 de mayo de 2002 (vuelta) |   |  | 23 de mayo de 2002 (ida) 26 de mayo de 2002 (vuelta) | 23 de mayo de 2002 (ida) 26 de mayo de 2002 (vuelta) | 23 de mayo de 2002 (ida) 26 de mayo de 2002 (vuelta) | 23 de mayo de 2002 (ida) 26 de mayo de 2002 (vuelta) | 23 de mayo de 2002 (ida) 26 de mayo de 2002 (vuelta) |  |
|  |                                                    |                                                    |                                                    |                                                    |                                                    |   |   |                                                              |                                                              |                                                              |                                                              |                                                              |   |   |                                                                |                                                                |                                                                |                                                                |                                                                |   |  |                                                      |                                                      |                                                      |                                                      |                                                      |  |
|  |                                                    |                                                    |                                                    |                                                    |                                                    |   |   |                                                              |                                                              |                                                              |                                                              |                                                              |   |   |                                                                |                                                                |                                                                |                                                                |                                                                |   |  |                                                      |                                                      |                                                      |                                                      |                                                      |  |
|  | 4                                                  | Santos (*)                                         | 2                                                  | 1                                                  | 3                                                  |   |   |                                                              |                                                              |                                                              |                                                              |                                                              |   |   |                                                                |                                                                |                                                                |                                                                |                                                                |   |  |                                                      |                                                      |                                                      |                                                      |                                                      |  |
|  | 4                                                  | Santos (*)                                         | 2                                                  | 1                                                  | 3                                                  |   |   |                                                              |                                                              |                                                              |                                                              |                                                              |   |   |                                                                |                                                                |                                                                |                                                                |                                                                |   |  |                                                      |                                                      |                                                      |                                                      |                                                      |  |
|  | 10                                                 | Tigres                                             | 2                                                  | 1                                                  | 3                                                  |   |   |                                                              |                                                              |                                                              |                                                              |                                                              |   |   |                                                                |                                                                |                                                                |                                                                |                                                                |   |  |                                                      |                                                      |                                                      |                                                      |                                                      |  |
|  | 10                                                 | Tigres                                             | 2                                                  | 1                                                  | 3                                                  |   | 4 | Santos (*)                                                   | 1                                                            | 2                                                            | 3                                                            |                                                              |   |   |                                                                |                                                                |                                                                |                                                                |                                                                |   |  |                                                      |                                                      |                                                      |                                                      |                                                      |  |
|  |                                                    |                                                    |                                                    |                                                    |                                                    |   | 4 | Santos (*)                                                   | 1                                                            | 2                                                            | 3                                                            |                                                              |   |   |                                                                |                                                                |                                                                |                                                                |                                                                |   |  |                                                      |                                                      |                                                      |                                                      |                                                      |  |
|  |                                                    |                                                    | 5                                                  | Atlas                                              | 2                                                  | 1 | 3 |                                                              |                                                              |                                                              |                                                              |                                                              |   |   |                                                                |                                                                |                                                                |                                                                |                                                                |   |  |                                                      |                                                      |                                                      |                                                      |                                                      |  |
|  |                                                    |                                                    | 5                                                  | Atlas                                              | 2                                                  | 1 | 3 |                                                              |                                                              |                                                              |                                                              |                                                              |   |   |                                                                |                                                                |                                                                |                                                                |                                                                |   |  |                                                      |                                                      |                                                      |                                                      |                                                      |  |
|  |                                                    |                                                    |                                                    |                                                    |                                                    |   |   |                                                              |                                                              |                                                              |                                                              |                                                              |   |   |                                                                |                                                                |                                                                |                                                                |                                                                |   |  |                                                      |                                                      |                                                      |                                                      |                                                      |  |
|  |                                                    |                                                    |                                                    |                                                    |                                                    |   |   |                                                              |                                                              |                                                              |                                                              |                                                              |   |   |                                                                |                                                                |                                                                |                                                                |                                                                |   |  |                                                      |                                                      |                                                      |                                                      |                                                      |  |
|  |                                                    |                                                    |                                                    |                                                    |                                                    |   |   |                                                              | 4                                                            | Santos                                                       | 0                                                            | 0                                                            | 0 |   |                                                                |                                                                |                                                                |                                                                |                                                                |   |  |                                                      |                                                      |                                                      |                                                      |                                                      |  |
|  |                                                    |                                                    |                                                    |                                                    |                                                    |   |   |                                                              |                                                              |                                                              |                                                              |                                                              | 0 |   |                                                                |                                                                |                                                                |                                                                |                                                                |   |  |                                                      |                                                      |                                                      |                                                      |                                                      |  |
|  |                                                    |                                                    | 7                                                  | Necaxa                                             | 1                                                  | 0 | 1 |                                                              |                                                              |                                                              |                                                              |                                                              |   |   |                                                                |                                                                |                                                                |                                                                |                                                                |   |  |                                                      |                                                      |                                                      |                                                      |                                                      |  |
|  |                                                    |                                                    | 7                                                  | Necaxa                                             | 1                                                  | 0 | 1 |                                                              |                                                              |                                                              |                                                              |                                                              |   |   |                                                                |                                                                |                                                                |                                                                |                                                                |   |  |                                                      |                                                      |                                                      |                                                      |                                                      |  |
|  |                                                    |                                                    |                                                    |                                                    |                                                    |   |   |                                                              |                                                              |                                                              |                                                              |                                                              |   |   |                                                                |                                                                |                                                                |                                                                |                                                                |   |  |                                                      |                                                      |                                                      |                                                      |                                                      |  |
|  |                                                    |                                                    |                                                    |                                                    |                                                    |   |   |                                                              |                                                              |                                                              |                                                              |                                                              |   |   |                                                                |                                                                |                                                                |                                                                |                                                                |   |  |                                                      |                                                      |                                                      |                                                      |                                                      |  |
|  |                                                    | 2                                                  | Toluca                                             | 0                                                  | 0                                                  | 0 |   |                                                              |                                                              |                                                              |                                                              |                                                              |   |   |                                                                |                                                                |                                                                |                                                                |                                                                |   |  |                                                      |                                                      |                                                      |                                                      |                                                      |  |
|  |                                                    |                                                    |                                                    |                                                    |                                                    | 0 |   |                                                              |                                                              |                                                              |                                                              |                                                              |   |   |                                                                |                                                                |                                                                |                                                                |                                                                |   |  |                                                      |                                                      |                                                      |                                                      |                                                      |  |
|  |                                                    |                                                    | 7                                                  | Necaxa                                             | 1                                                  | 2 | 3 |                                                              |                                                              |                                                              |                                                              |                                                              |   |   |                                                                |                                                                |                                                                |                                                                |                                                                |   |  |                                                      |                                                      |                                                      |                                                      |                                                      |  |
|  |                                                    |                                                    | 7                                                  | Necaxa                                             | 1                                                  | 2 | 3 |                                                              |                                                              |                                                              |                                                              |                                                              |   |   |                                                                |                                                                |                                                                |                                                                |                                                                |   |  |                                                      |                                                      |                                                      |                                                      |                                                      |  |
|  |                                                    |                                                    |                                                    |                                                    |                                                    |   |   |                                                              |                                                              |                                                              |                                                              |                                                              |   |   |                                                                |                                                                |                                                                |                                                                |                                                                |   |  |                                                      |                                                      |                                                      |                                                      |                                                      |  |
|  |                                                    |                                                    |                                                    |                                                    |                                                    |   |   |                                                              |                                                              |                                                              |                                                              |                                                              |   |   |                                                                |                                                                |                                                                |                                                                |                                                                |   |  |                                                      |                                                      |                                                      |                                                      |                                                      |  |
|  |                                                    |                                                    |                                                    |                                                    |                                                    |   |   |                                                              |                                                              |                                                              |                                                              |                                                              |   |   |                                                                | 7                                                              | Necaxa                                                         | 2                                                              | 0                                                              | 2 |  |                                                      |                                                      |                                                      |                                                      |                                                      |  |
|  |                                                    |                                                    |                                                    |                                                    |                                                    |   |   |                                                              |                                                              |                                                              |                                                              |                                                              |   |   |                                                                |                                                                |                                                                |                                                                |                                                                | 2 |  |                                                      |                                                      |                                                      |                                                      |                                                      |  |
|  |                                                    |                                                    | 8                                                  | América (t.s.)                                     | 0                                                  | 3 | 3 |                                                              |                                                              |                                                              |                                                              |                                                              |   |   |                                                                |                                                                |                                                                |                                                                |                                                                |   |  |                                                      |                                                      |                                                      |                                                      |                                                      |  |
|  |                                                    |                                                    | 8                                                  | América (t.s.)                                     | 0                                                  | 3 | 3 |                                                              |                                                              |                                                              |                                                              |                                                              |   |   |                                                                |                                                                |                                                                |                                                                |                                                                |   |  |                                                      |                                                      |                                                      |                                                      |                                                      |  |
|  |                                                    |                                                    |                                                    |                                                    |                                                    |   |   |                                                              |                                                              |                                                              |                                                              |                                                              |   |   |                                                                |                                                                |                                                                |                                                                |                                                                |   |  |                                                      |                                                      |                                                      |                                                      |                                                      |  |
|  |                                                    |                                                    |                                                    |                                                    |                                                    |   |   |                                                              |                                                              |                                                              |                                                              |                                                              |   |   |                                                                |                                                                |                                                                |                                                                |                                                                |   |  |                                                      |                                                      |                                                      |                                                      |                                                      |  |
|  |                                                    | 3                                                  | UNAM                                               | 3                                                  | 1                                                  | 4 |   |                                                              |                                                              |                                                              |                                                              |                                                              |   |   |                                                                |                                                                |                                                                |                                                                |                                                                |   |  |                                                      |                                                      |                                                      |                                                      |                                                      |  |
|  |                                                    |                                                    |                                                    |                                                    |                                                    | 4 |   |                                                              |                                                              |                                                              |                                                              |                                                              |   |   |                                                                |                                                                |                                                                |                                                                |                                                                |   |  |                                                      |                                                      |                                                      |                                                      |                                                      |  |
|  |                                                    |                                                    | 6                                                  | Morelia                                            | 1                                                  | 0 | 1 |                                                              |                                                              |                                                              |                                                              |                                                              |   |   |                                                                |                                                                |                                                                |                                                                |                                                                |   |  |                                                      |                                                      |                                                      |                                                      |                                                      |  |
|  | 6                                                  | Morelia                                            | 6                                                  | Morelia                                            | 1                                                  | 0 | 1 | 2                                                            | 3                                                            | 5                                                            |                                                              |                                                              |   |   |                                                                |                                                                |                                                                |                                                                |                                                                |   |  |                                                      |                                                      |                                                      |                                                      |                                                      |  |
|  | 6                                                  | Morelia                                            |                                                    |                                                    |                                                    |   |   |                                                              |                                                              | 5                                                            |                                                              |                                                              |   |   |                                                                |                                                                |                                                                |                                                                |                                                                |   |  |                                                      |                                                      |                                                      |                                                      |                                                      |  |
|  | 9                                                  | Cruz Azul                                          | 1                                                  | 2                                                  | 3                                                  |   |   |                                                              |                                                              |                                                              |                                                              |                                                              |   |   |                                                                |                                                                |                                                                |                                                                |                                                                |   |  |                                                      |                                                      |                                                      |                                                      |                                                      |  |
|  | 9                                                  | Cruz Azul                                          | 1                                                  | 2                                                  | 3                                                  |   |   |                                                              |                                                              |                                                              |                                                              |                                                              |   | 3 | UNAM                                                           | 0                                                              | 1                                                              | 1                                                              |                                                                |   |  |                                                      |                                                      |                                                      |                                                      |                                                      |  |
|  |                                                    |                                                    |                                                    |                                                    |                                                    |   |   |                                                              |                                                              |                                                              |                                                              |                                                              |   | 3 | UNAM                                                           | 0                                                              | 1                                                              | 1                                                              |                                                                |   |  |                                                      |                                                      |                                                      |                                                      |                                                      |  |
|  |                                                    |                                                    | 8                                                  | América                                            | 0                                                  | 2 | 2 |                                                              |                                                              |                                                              |                                                              |                                                              |   |   |                                                                |                                                                |                                                                |                                                                |                                                                |   |  |                                                      |                                                      |                                                      |                                                      |                                                      |  |
|  |                                                    |                                                    | 8                                                  | América                                            | 0                                                  | 2 | 2 |                                                              |                                                              |                                                              |                                                              |                                                              |   |   |                                                                |                                                                |                                                                |                                                                |                                                                |   |  |                                                      |                                                      |                                                      |                                                      |                                                      |  |
|  |                                                    |                                                    |                                                    |                                                    |                                                    |   |   |                                                              |                                                              |                                                              |                                                              |                                                              |   |   |                                                                |                                                                |                                                                |                                                                |                                                                |   |  |                                                      |                                                      |                                                      |                                                      |                                                      |  |
|  |                                                    |                                                    |                                                    |                                                    |                                                    |   |   |                                                              |                                                              |                                                              |                                                              |                                                              |   |   |                                                                |                                                                |                                                                |                                                                |                                                                |   |  |                                                      |                                                      |                                                      |                                                      |                                                      |  |
|  |                                                    | 1                                                  | La Piedad                                          | 1                                                  | 1                                                  | 2 |   |                                                              |                                                              |                                                              |                                                              |                                                              |   |   |                                                                |                                                                |                                                                |                                                                |                                                                |   |  |                                                      |                                                      |                                                      |                                                      |                                                      |  |
|  |                                                    |                                                    |                                                    |                                                    |                                                    | 2 |   |                                                              |                                                              |                                                              |                                                              |                                                              |   |   |                                                                |                                                                |                                                                |                                                                |                                                                |   |  |                                                      |                                                      |                                                      |                                                      |                                                      |  |
|  |                                                    |                                                    | 8                                                  | América                                            | 3                                                  | 3 | 6 |                                                              |                                                              |                                                              |                                                              |                                                              |   |   |                                                                |                                                                |                                                                |                                                                |                                                                |   |  |                                                      |                                                      |                                                      |                                                      |                                                      |  |
|  |                                                    |                                                    | 8                                                  | América                                            | 3                                                  | 3 | 6 |                                                              |                                                              |                                                              |                                                              |                                                              |   |   |                                                                |                                                                |                                                                |                                                                |                                                                |   |  |                                                      |                                                      |                                                      |                                                      |                                                      |  |
|  |                                                    |                                                    |                                                    |                                                    |                                                    |   |   |                                                              |                                                              |                                                              |                                                              |                                                              |   |   |                                                                |                                                                |                                                                |                                                                |                                                                |   |  |                                                      |                                                      |                                                      |                                                      |                                                      |  |
|  |                                                    |                                                    |                                                    |                                                    |                                                    |   |   |                                                              |                                                              |                                                              |                                                              |                                                              |   |   |                                                                |                                                                |                                                                |                                                                |                                                                |   |  |                                                      |                                                      |                                                      |                                                      |                                                      |  |
|  |                                                    |                                                    |                                                    |                                                    |                                                    |   |   |                                                              |                                                              |                                                              |                                                              |                                                              |   |   |                                                                |                                                                |                                                                |                                                                |                                                                |   |  |                                                      |                                                      |                                                      |                                                      |                                                      |  |
|  |                                                    |                                                    |                                                    |                                                    |                                                    |   |   |                                                              |                                                              |                                                              |                                                              |                                                              |   |   |                                                                |                                                                |                                                                |                                                                |                                                                |   |  |                                                      |                                                      |                                                      |                                                      |                                                      |  |

- (*) Avanza por su posición en la tabla

|                            |
| América Campeón 9° título. |

### Cuartos de final
| 9 de mayo de 2002, 20:00 | América                              | 3:1 (2:0) | La Piedad  | Estadio Azteca, México, D. F.    |                                  |
|                          | Patiño 16' · Ríos 40' · Castillo 90' | Reporte   | Medina 83' | Árbitro(s): José de Jesús Robles | Árbitro(s): José de Jesús Robles |

| 12 de mayo de 2002, 14:00           | La Piedad  | 1:3 (0:2) | América                              | Estadio Juan Nepomuceno López, La Piedad |                             |
|                                     | Medina 58' | Reporte   | Patiño 16' · Ortiz 29' · Mendoza 56' | Árbitro(s): Antonio Marrufo              | Árbitro(s): Antonio Marrufo |
| América avanzó a Semifinales (2-6). |            |           |                                      |                                          |                             |

| 8 de mayo de 2002, 20:00 | Necaxa      | 1:0 (1:0) | Toluca | Estadio Azteca, México, D. F. |                             |
|                          | A. Sosa 10' | Reporte   |        | Árbitro(s): Gilberto Alcalá   | Árbitro(s): Gilberto Alcalá |

| 11 de mayo de 2002, 15:00          | Toluca | 0:2 (0:0) | Necaxa                 | Estadio Nemesio Díez, Toluca |                            |
|                                    |        | Reporte   | Zague 80' · Castro 90' | Árbitro(s): Eduardo Brizio   | Árbitro(s): Eduardo Brizio |
| Necaxa avanzó a Semifinales (0-3). |        |           |                        |                              |                            |

| 9 de mayo de 2002, 20:00 | Morelia  | 1:3 (0:1) | UNAM                                 | Estadio Morelos, Morelia            |                                     |
|                          | Alex 74' | Reporte   | V. Müller 19' · López Monroy 75' 77' | Árbitro(s): Marco Antonio Rodríguez | Árbitro(s): Marco Antonio Rodríguez |

| 12 de mayo de 2002, 16:00        | UNAM             | 1:0 (1:0) | Morelia | Estadio Azteca, México, D. F. |                               |
|                                  | Márquez Lugo 30' | Reporte   |         | Árbitro(s): Armando Archundia | Árbitro(s): Armando Archundia |
| UNAM avanzó a Semifinales (4-1). |                  |           |         |                               |                               |

| 9 de mayo de 2002, 20:45 | Atlas            | 2:1 (2:1) | Santos           | Estadio Jalisco, Guadalajara |                              |
|                          | Calderón 25' 27' | Reporte   | Gomes 15' (pen.) | Árbitro(s): José Abramo Lira | Árbitro(s): José Abramo Lira |

| 12 de mayo de 2002, 16:00                                         | Santos                       | 2:1 (0:0) | Atlas       | Estadio Corona, Torreón       |                               |
|                                                                   | Caniza 72' · Lillingston 89' | Reporte   | Pajuelo 82' | Árbitro(s): Felipe Ramos Rizo | Árbitro(s): Felipe Ramos Rizo |
| Santos avanzó a Semifinales por mejor posición en la tabla (3-3). |                              |           |             |                               |                               |

### Semifinales
| 15 de mayo de 2002, 20:00 | América | 0:0     | UNAM | Estadio Azteca, México, D. F. |                               |
|                           |         | Reporte |      | Árbitro(s): Armando Archundia | Árbitro(s): Armando Archundia |

| 18 de mayo de 2002, 18:00        | UNAM          | 1:2 (1:1) | América                       | Estadio Olímpico Universitario, México, D. F. |                               |
|                                  | V. Müller 43' | Reporte   | España 6' (a.g.) · Patiño 67' | Árbitro(s): Felipe Ramos Rizo                 | Árbitro(s): Felipe Ramos Rizo |
| América avanzó a la Final (1-2). |               |           |                               |                                               |                               |

| 16 de mayo de 2002, 18:30 | Necaxa      | 1:0 (1:0) | Santos | Estadio Azteca, México, D. F. |                             |
|                           | A. Sosa 19' | Reporte   |        | Árbitro(s): Antonio Marrufo   | Árbitro(s): Antonio Marrufo |

| 19 de mayo de 2002, 16:00       | Santos | 0:0     | Necaxa | Estadio Corona, Torreón             |                                     |
|                                 |        | Reporte |        | Árbitro(s): Marco Antonio Rodríguez | Árbitro(s): Marco Antonio Rodríguez |
| Necaxa avanza a la Final (0-1). |        |         |        |                                     |                                     |

### Final
| 23 de mayo de 2002, 20:00 | América | 0:2 (0:2) | Necaxa                  | Estadio Azteca, México, D. F.                                        |                                                                      |
|                           |         | Reporte   | V. Ruiz 12' · Zague 42' | Asistencia: 105,000 espectadores Árbitro(s): Marco Antonio Rodríguez | Asistencia: 105,000 espectadores Árbitro(s): Marco Antonio Rodríguez |

| 26 de mayo de 2002, 18:00                     | Necaxa | 0:3 (0:0, 0:2) (t. s.) | América                                   | Estadio Azteca, México, D. F.                                  |                                                                |
|                                               |        | Reporte                | Patiño 58' · Zamorano 62' · Castillo 107' | Asistencia: 105,000 espectadores Árbitro(s): Armando Archundia | Asistencia: 105,000 espectadores Árbitro(s): Armando Archundia |
| América Campeón del Torneo Verano 2002 (2-3). |        |                        |                                           |                                                                |                                                                |

#### Final - Ida
| 25    | POR   | Adolfo Ríos          |     |
| 3     | DEF   | José Antonio Castro  |     |
| 5     | DEF   | Duilio Davino        |     |
| 16    | DEF   | Ricardo Rojas        |     |
| 28    | DEF   | Raúl Alberto Salinas | 84' |
| 6     | MED   | Raúl Rodrigo Lara    |     |
| 19    | MED   | Álvaro Ortiz         |     |
| 17    | DEL   | Jesús Mendoza        | 62' |
| 9     | DEL   | Iván Zamorano        |     |
| 10    | DEL   | Hugo Castillo        | 69' |
| 27    | DEL   | Christian Patiño     |     |
| D. T. | D. T. | Manuel Lapuente      |     |

| 1     | POR   | Nicolas Navarro         |     |
| 2     | DEF   | Diego Martínez          |     |
| 3     | DEF   | Miguel Acosta           |     |
| 8     | DEF   | Salvador Cabrera        |     |
| 5     | DEF   | José Luis Montes de Oca |     |
| 99    | DEF   | Carlos González         |     |
| 18    | MED   | Victor Ruiz             |     |
| 6     | MED   | Fabian Peña             |     |
| 8     | MED   | Luis Pérez              | 86' |
| 26    | DEL   | Ángel Sosa              | 69' |
| 10    | DEL   | Luis Roberto Alves      | 66' |
| D. T. | D. T. | Raúl Arias              |     |

| 8  | Delantero      | Marcelo Lipatín | 62' |
| 64 | Centrocampista | Manuel Ríos     | 69' |
| 7  | Centrocampista | Octavio Valdez  | 84' |

| 4  | Defensa   | Carlos Gutiérrez | 66' |
| 9  | Delantero | Carlos Castro    | 69' |
| 15 | Defensa   | Edgar Solano     | 86' |

| 12' · 42' | Victor Ruiz Luis Roberto Alves | 0:1 0:2 |

| 17' | Iván Zamorano |

| 34' · 47' · 59' · 60' · 81' · 90' | Luis Perez Salvador Cabrera Fabian Peña José Luis Montes de Oca Nicolas Navarro |

| 81' | José Luis Montes de Oca |

| Principal  | Marco Antonio Rodríguez |
| Asistentes | Bandera de México       |
|            | Bandera de México       |
| Cuarto     | Felipe Ramos Rizo       |

|                    |     |     |
| Tiros              | -   | -   |
| Tiros a puerta     | 5   | 2   |
| Faltas             | 21  | 6   |
| Saques de esquina  | -   | -   |
| Penaltis           | 1   | 0   |
| Fueras de juego    | 1   | 0   |
| Posesión del balón | 50% | 50% |

| Alineación inicial |

| 25    | POR   | Adolfo Ríos          |     |
| 3     | DEF   | José Antonio Castro  |     |
| 5     | DEF   | Duilio Davino        |     |
| 16    | DEF   | Ricardo Rojas        |     |
| 28    | DEF   | Raúl Alberto Salinas | 84' |
| 6     | MED   | Raúl Rodrigo Lara    |     |
| 19    | MED   | Álvaro Ortiz         |     |
| 17    | DEL   | Jesús Mendoza        | 62' |
| 9     | DEL   | Iván Zamorano        |     |
| 10    | DEL   | Hugo Castillo        | 69' |
| 27    | DEL   | Christian Patiño     |     |
| D. T. | D. T. | Manuel Lapuente      |     |

| 1     | POR   | Nicolas Navarro         |     |
| 2     | DEF   | Diego Martínez          |     |
| 3     | DEF   | Miguel Acosta           |     |
| 8     | DEF   | Salvador Cabrera        |     |
| 5     | DEF   | José Luis Montes de Oca |     |
| 99    | DEF   | Carlos González         |     |
| 18    | MED   | Victor Ruiz             |     |
| 6     | MED   | Fabian Peña             |     |
| 8     | MED   | Luis Pérez              | 86' |
| 26    | DEL   | Ángel Sosa              | 69' |
| 10    | DEL   | Luis Roberto Alves      | 66' |
| D. T. | D. T. | Raúl Arias              |     |

| 8  | Delantero      | Marcelo Lipatín | 62' |
| 64 | Centrocampista | Manuel Ríos     | 69' |
| 7  | Centrocampista | Octavio Valdez  | 84' |

| 4  | Defensa   | Carlos Gutiérrez | 66' |
| 9  | Delantero | Carlos Castro    | 69' |
| 15 | Defensa   | Edgar Solano     | 86' |

| 12' · 42' | Victor Ruiz Luis Roberto Alves | 0:1 0:2 |

| 17' | Iván Zamorano |

| 34' · 47' · 59' · 60' · 81' · 90' | Luis Perez Salvador Cabrera Fabian Peña José Luis Montes de Oca Nicolas Navarro |

| 81' | José Luis Montes de Oca |

| Principal  | Marco Antonio Rodríguez |
| Asistentes | Bandera de México       |
|            | Bandera de México       |
| Cuarto     | Felipe Ramos Rizo       |

|                    |     |     |
| Tiros              | -   | -   |
| Tiros a puerta     | 5   | 2   |
| Faltas             | 21  | 6   |
| Saques de esquina  | -   | -   |
| Penaltis           | 1   | 0   |
| Fueras de juego    | 1   | 0   |
| Posesión del balón | 50% | 50% |

| Alineación inicial |

| 25    | POR   | Adolfo Ríos          |     |
| 3     | DEF   | José Antonio Castro  |     |
| 5     | DEF   | Duilio Davino        |     |
| 16    | DEF   | Ricardo Rojas        |     |
| 28    | DEF   | Raúl Alberto Salinas | 84' |
| 6     | MED   | Raúl Rodrigo Lara    |     |
| 19    | MED   | Álvaro Ortiz         |     |
| 17    | DEL   | Jesús Mendoza        | 62' |
| 9     | DEL   | Iván Zamorano        |     |
| 10    | DEL   | Hugo Castillo        | 69' |
| 27    | DEL   | Christian Patiño     |     |
| D. T. | D. T. | Manuel Lapuente      |     |

| 1     | POR   | Nicolas Navarro         |     |
| 2     | DEF   | Diego Martínez          |     |
| 3     | DEF   | Miguel Acosta           |     |
| 8     | DEF   | Salvador Cabrera        |     |
| 5     | DEF   | José Luis Montes de Oca |     |
| 99    | DEF   | Carlos González         |     |
| 18    | MED   | Victor Ruiz             |     |
| 6     | MED   | Fabian Peña             |     |
| 8     | MED   | Luis Pérez              | 86' |
| 26    | DEL   | Ángel Sosa              | 69' |
| 10    | DEL   | Luis Roberto Alves      | 66' |
| D. T. | D. T. | Raúl Arias              |     |

| 8  | Delantero      | Marcelo Lipatín | 62' |
| 64 | Centrocampista | Manuel Ríos     | 69' |
| 7  | Centrocampista | Octavio Valdez  | 84' |

| 4  | Defensa   | Carlos Gutiérrez | 66' |
| 9  | Delantero | Carlos Castro    | 69' |
| 15 | Defensa   | Edgar Solano     | 86' |

| 12' · 42' | Victor Ruiz Luis Roberto Alves | 0:1 0:2 |

| 17' | Iván Zamorano |

| 34' · 47' · 59' · 60' · 81' · 90' | Luis Perez Salvador Cabrera Fabian Peña José Luis Montes de Oca Nicolas Navarro |

| 81' | José Luis Montes de Oca |

| Principal  | Marco Antonio Rodríguez |
| Asistentes | Bandera de México       |
|            | Bandera de México       |
| Cuarto     | Felipe Ramos Rizo       |

|                    |     |     |
| Tiros              | -   | -   |
| Tiros a puerta     | 5   | 2   |
| Faltas             | 21  | 6   |
| Saques de esquina  | -   | -   |
| Penaltis           | 1   | 0   |
| Fueras de juego    | 1   | 0   |
| Posesión del balón | 50% | 50% |

| Alineación inicial |

| 25    | POR   | Adolfo Ríos          |     |
| 3     | DEF   | José Antonio Castro  |     |
| 5     | DEF   | Duilio Davino        |     |
| 16    | DEF   | Ricardo Rojas        |     |
| 28    | DEF   | Raúl Alberto Salinas | 84' |
| 6     | MED   | Raúl Rodrigo Lara    |     |
| 19    | MED   | Álvaro Ortiz         |     |
| 17    | DEL   | Jesús Mendoza        | 62' |
| 9     | DEL   | Iván Zamorano        |     |
| 10    | DEL   | Hugo Castillo        | 69' |
| 27    | DEL   | Christian Patiño     |     |
| D. T. | D. T. | Manuel Lapuente      |     |

| 1     | POR   | Nicolas Navarro         |     |
| 2     | DEF   | Diego Martínez          |     |
| 3     | DEF   | Miguel Acosta           |     |
| 8     | DEF   | Salvador Cabrera        |     |
| 5     | DEF   | José Luis Montes de Oca |     |
| 99    | DEF   | Carlos González         |     |
| 18    | MED   | Victor Ruiz             |     |
| 6     | MED   | Fabian Peña             |     |
| 8     | MED   | Luis Pérez              | 86' |
| 26    | DEL   | Ángel Sosa              | 69' |
| 10    | DEL   | Luis Roberto Alves      | 66' |
| D. T. | D. T. | Raúl Arias              |     |

| 8  | Delantero      | Marcelo Lipatín | 62' |
| 64 | Centrocampista | Manuel Ríos     | 69' |
| 7  | Centrocampista | Octavio Valdez  | 84' |

| 4  | Defensa   | Carlos Gutiérrez | 66' |
| 9  | Delantero | Carlos Castro    | 69' |
| 15 | Defensa   | Edgar Solano     | 86' |

| 12' · 42' | Victor Ruiz Luis Roberto Alves | 0:1 0:2 |

| 17' | Iván Zamorano |

| 34' · 47' · 59' · 60' · 81' · 90' | Luis Perez Salvador Cabrera Fabian Peña José Luis Montes de Oca Nicolas Navarro |

| 81' | José Luis Montes de Oca |

| Principal  | Marco Antonio Rodríguez |
| Asistentes | Bandera de México       |
|            | Bandera de México       |
| Cuarto     | Felipe Ramos Rizo       |

|                    |     |     |
| Tiros              | -   | -   |
| Tiros a puerta     | 5   | 2   |
| Faltas             | 21  | 6   |
| Saques de esquina  | -   | -   |
| Penaltis           | 1   | 0   |
| Fueras de juego    | 1   | 0   |
| Posesión del balón | 50% | 50% |

| Alineación inicial |

#### Final - Vuelta
| 1     | POR   | Nicolas Navarro    |     |
| 2     | DEF   | Diego Martínez     |     |
| 3     | DEF   | Miguel Acosta      |     |
| 8     | DEF   | Salvador Cabrera   |     |
| 15    | DEF   | Edgar Solano       |     |
| 99    | DEF   | Carlos Gonzalez    |     |
| 18    | MED   | Victor Ruiz        |     |
| 6     | MED   | Fabian Peña        |     |
| 8     | MED   | Luis Perez         |     |
| 26    | DEL   | Ángel Sosa         | 66' |
| 10    | DEL   | Luis Roberto Alves |     |
| D. T. | D. T. | Raúl Arias         |     |

| 25    | POR   | Adolfo Ríos          |     |
| 3     | DEF   | José Antonio Castro  |     |
| 5     | DEF   | Duilio Davino        |     |
| 16    | DEF   | Ricardo Rojas        |     |
| 28    | DEF   | Raúl Alberto Salinas | 84' |
| 66    | MED   | Carlos Sánchez       |     |
| 19    | MED   | Álvaro Ortiz         |     |
| 13    | MED   | Pavel Pardo          | 62' |
| 8     | DEL   | Marcelo Lipatín      |     |
| 10    | DEL   | Hugo Castillo        | 69' |
| 27    | DEL   | Christian Patiño     |     |
| D. T. | D. T. | Manuel Lapuente      |     |

| 11 | Centrocampista | Carlos Castro | 66' |

| 29 | Defensa        | Carlos Infante | 62' |
| 9  | Delantero      | Iván Zamorano  | 69' |
| 64 | Centrocampista | Manuel Rios    | 84' |

| 59' · 62' · 107' | Christian Patiño Iván Zamorano Hugo Castillo | 0:1 0:2 0:3 |

| 47' · 58' · 103' | Luis Roberto Alves Ángel Sosa Diego Martinez |

| 77' · 105' | Carlos Sánchez Iván Zamorano |

| 66' | Luis Perez |

| Principal  | Armando Archundia      |
| Asistentes | Rafael Herrera Aguirre |
|            | Miguel Ramos Rizo      |

| 1     | POR   | Nicolas Navarro    |     |
| 2     | DEF   | Diego Martínez     |     |
| 3     | DEF   | Miguel Acosta      |     |
| 8     | DEF   | Salvador Cabrera   |     |
| 15    | DEF   | Edgar Solano       |     |
| 99    | DEF   | Carlos Gonzalez    |     |
| 18    | MED   | Victor Ruiz        |     |
| 6     | MED   | Fabian Peña        |     |
| 8     | MED   | Luis Perez         |     |
| 26    | DEL   | Ángel Sosa         | 66' |
| 10    | DEL   | Luis Roberto Alves |     |
| D. T. | D. T. | Raúl Arias         |     |

| 25    | POR   | Adolfo Ríos          |     |
| 3     | DEF   | José Antonio Castro  |     |
| 5     | DEF   | Duilio Davino        |     |
| 16    | DEF   | Ricardo Rojas        |     |
| 28    | DEF   | Raúl Alberto Salinas | 84' |
| 66    | MED   | Carlos Sánchez       |     |
| 19    | MED   | Álvaro Ortiz         |     |
| 13    | MED   | Pavel Pardo          | 62' |
| 8     | DEL   | Marcelo Lipatín      |     |
| 10    | DEL   | Hugo Castillo        | 69' |
| 27    | DEL   | Christian Patiño     |     |
| D. T. | D. T. | Manuel Lapuente      |     |

| 11 | Centrocampista | Carlos Castro | 66' |

| 29 | Defensa        | Carlos Infante | 62' |
| 9  | Delantero      | Iván Zamorano  | 69' |
| 64 | Centrocampista | Manuel Rios    | 84' |

| 59' · 62' · 107' | Christian Patiño Iván Zamorano Hugo Castillo | 0:1 0:2 0:3 |

| 47' · 58' · 103' | Luis Roberto Alves Ángel Sosa Diego Martinez |

| 77' · 105' | Carlos Sánchez Iván Zamorano |

| 66' | Luis Perez |

| Principal  | Armando Archundia      |
| Asistentes | Rafael Herrera Aguirre |
|            | Miguel Ramos Rizo      |

| 1     | POR   | Nicolas Navarro    |     |
| 2     | DEF   | Diego Martínez     |     |
| 3     | DEF   | Miguel Acosta      |     |
| 8     | DEF   | Salvador Cabrera   |     |
| 15    | DEF   | Edgar Solano       |     |
| 99    | DEF   | Carlos Gonzalez    |     |
| 18    | MED   | Victor Ruiz        |     |
| 6     | MED   | Fabian Peña        |     |
| 8     | MED   | Luis Perez         |     |
| 26    | DEL   | Ángel Sosa         | 66' |
| 10    | DEL   | Luis Roberto Alves |     |
| D. T. | D. T. | Raúl Arias         |     |

| 25    | POR   | Adolfo Ríos          |     |
| 3     | DEF   | José Antonio Castro  |     |
| 5     | DEF   | Duilio Davino        |     |
| 16    | DEF   | Ricardo Rojas        |     |
| 28    | DEF   | Raúl Alberto Salinas | 84' |
| 66    | MED   | Carlos Sánchez       |     |
| 19    | MED   | Álvaro Ortiz         |     |
| 13    | MED   | Pavel Pardo          | 62' |
| 8     | DEL   | Marcelo Lipatín      |     |
| 10    | DEL   | Hugo Castillo        | 69' |
| 27    | DEL   | Christian Patiño     |     |
| D. T. | D. T. | Manuel Lapuente      |     |

| 11 | Centrocampista | Carlos Castro | 66' |

| 29 | Defensa        | Carlos Infante | 62' |
| 9  | Delantero      | Iván Zamorano  | 69' |
| 64 | Centrocampista | Manuel Rios    | 84' |

| 59' · 62' · 107' | Christian Patiño Iván Zamorano Hugo Castillo | 0:1 0:2 0:3 |

| 47' · 58' · 103' | Luis Roberto Alves Ángel Sosa Diego Martinez |

| 77' · 105' | Carlos Sánchez Iván Zamorano |

| 66' | Luis Perez |

| Principal  | Armando Archundia      |
| Asistentes | Rafael Herrera Aguirre |
|            | Miguel Ramos Rizo      |

| 1     | POR   | Nicolas Navarro    |     |
| 2     | DEF   | Diego Martínez     |     |
| 3     | DEF   | Miguel Acosta      |     |
| 8     | DEF   | Salvador Cabrera   |     |
| 15    | DEF   | Edgar Solano       |     |
| 99    | DEF   | Carlos Gonzalez    |     |
| 18    | MED   | Victor Ruiz        |     |
| 6     | MED   | Fabian Peña        |     |
| 8     | MED   | Luis Perez         |     |
| 26    | DEL   | Ángel Sosa         | 66' |
| 10    | DEL   | Luis Roberto Alves |     |
| D. T. | D. T. | Raúl Arias         |     |

| 25    | POR   | Adolfo Ríos          |     |
| 3     | DEF   | José Antonio Castro  |     |
| 5     | DEF   | Duilio Davino        |     |
| 16    | DEF   | Ricardo Rojas        |     |
| 28    | DEF   | Raúl Alberto Salinas | 84' |
| 66    | MED   | Carlos Sánchez       |     |
| 19    | MED   | Álvaro Ortiz         |     |
| 13    | MED   | Pavel Pardo          | 62' |
| 8     | DEL   | Marcelo Lipatín      |     |
| 10    | DEL   | Hugo Castillo        | 69' |
| 27    | DEL   | Christian Patiño     |     |
| D. T. | D. T. | Manuel Lapuente      |     |

| 11 | Centrocampista | Carlos Castro | 66' |

| 29 | Defensa        | Carlos Infante | 62' |
| 9  | Delantero      | Iván Zamorano  | 69' |
| 64 | Centrocampista | Manuel Rios    | 84' |

| 59' · 62' · 107' | Christian Patiño Iván Zamorano Hugo Castillo | 0:1 0:2 0:3 |

| 47' · 58' · 103' | Luis Roberto Alves Ángel Sosa Diego Martinez |

| 77' · 105' | Carlos Sánchez Iván Zamorano |

| 66' | Luis Perez |

| Principal  | Armando Archundia      |
| Asistentes | Rafael Herrera Aguirre |
|            | Miguel Ramos Rizo      |

| Campeón Verano 2002 |
| ------------------- |
|                     |
| América             |
| 9.º Título          |

## Promoción Primera División-Primera División A
| 29 de mayo, 20:30 | Veracruz                                        | 3 - 1 | León               | Estadio Luis "Pirata" Fuente, Veracruz                         |                                                                |
|                   | Fernando Juárez 31' · Carlos Casartelli 45' 64' |       | Jorge Toledano 77' | Asistencia: 10,000 espectadores Árbitro(s): Sergio Silva Rigau | Asistencia: 10,000 espectadores Árbitro(s): Sergio Silva Rigau |

| 1 de junio, 20:30                    | León | 0 - 0   | Veracruz | Estadio Nou Camp, León                                       |                                                              |
|                                      |      | Reporte |          | Asistencia: 34,500 espectadores Árbitro(s): German Arredondo | Asistencia: 34,500 espectadores Árbitro(s): German Arredondo |
| Veracruz ascendió a Primera División |      |         |          |                                                              |                                                              |